# Uwe Scherr
Uwe Scherr (* 16. November 1966 in Amberg) ist ein ehemaliger deutscher Fußballspieler. Er war zuletzt als Sportdirektor bei Alemannia Aachen tätig.

## Laufbahn
Scherr, der aus einer Großfamilie stammt und mit zehn Schwestern und drei Brüdern aufwuchs, begann seine Karriere bei der SG Siemens in Amberg. Nach Stationen in den Jugendabteilungen des 1. FC Amberg und des 1. FC Nürnberg machte er seine ersten Schritte im Seniorenbereich bei der zweiten Mannschaft des 1. FC Nürnberg in der Bayernliga. 1987 schloss sich Scherr dem FC Augsburg an, für den er in zwei Spielzeiten in insgesamt 62 Spielen der Bayernliga zum Einsatz kam, ehe er 1989 in den Profibereich zum 1. FC Kaiserslautern wechselte. Neun Jahre lang spielte der Mittelfeldspieler in der 1. Bundesliga. 1989 kam er erstmals für den 1. FC Kaiserslautern in Deutschlands höchster Fußball-Liga zum Einsatz. Mit dem 1. FC Kaiserslautern wurde er 1990 DFB-Pokal-Sieger und 1991 Deutscher Meister. Aufgrund seiner gezeigten Leistungen gehörte er zum erweiterten Kreis der Nationalmannschaft, ein Länderspiel absolvierte er jedoch nicht.
Zur Saison 1992/93 wechselte er zum FC Schalke 04. 1996 ging er zum 1. FC Köln, wo er sich jedoch – auch verletzungsbedingt – nicht durchsetzen konnte. 1998 verließ er die Kölner und schloss sich dem Wuppertaler SV an. Nach einem Jahr dort beendete er seine Karriere, in der er in 183 Bundesligaspielen zehn Tore schoss. Danach kehrte Scherr zum FC Schalke 04 zurück und arbeitete dort zunächst als Chefscout. Nach dem Weggang von Helmut Schulte war Scherr bis Februar 2012 Leiter der Nachwuchsabteilung.
Im Mai 2012 übernahm er als Nachfolger von Erik Meijer den Posten als Sportdirektor von Alemannia Aachen. Im Juni 2013 gab er bekannt, dass er den zum 30. Juni 2013 auslaufenden Vertrag bei Alemannia Aachen nicht verlängern wird. Als Grund gab er an, dass die Alemannia nur ohne ihn wieder bei Null anfangen könne.
Nach seiner Station bei Alemannia Aachen zog es Scherr zum TSV Marl-Hüls, wo er bis April 2017 angestellt war.
Ab April 2017 folgte eine Anstellung als Leiter der Nachwuchsabteilung beim ungarischen Club Honvéd Budapest
Im August 2020 wurde er als Sportlicher Leiter des Nachwuchsleistungszentrums für die U19 bis U10 beim 1. FC Kaiserslautern vorgestellt.